# Partei des Lichts
Die Partei des Lichts (arabisch حزب النور, DMG ḥizb an-nūr ‚Partei des Lichts‘), häufig auch al-Nur- oder Al-Nour-Partei, ist eine salafistisch-islamistische Partei in Ägypten.
Sie wurde nach der Revolution in Ägypten 2011 gegründet und hat als Ziel, eine theokratische Herrschaftsordnung des Wahhabismus ähnlich jener in Saudi-Arabien zu errichten. Das Königreich Saudi-Arabien gilt als Hauptfinanzierer der Salafisten in Ägypten. Seit der Gründung der Partei des Lichts gingen bis zum Beginn der Parlamentswahlen über 100 Millionen Dollar Wahlhilfe aus Saudi-Arabien an die Partei.
Die Partei trat bei der Parlamentswahl 2011 gemeinsam mit der Aufbau- und Entwicklungspartei als Islamischer Block an, welcher 7.534.266 von insgesamt 27.065.135 gültigen Wählerstimmen (27,8 %) erreichte. Mit 111 von 498 Sitzen in der Volksversammlung wurde die Partei des Lichts zur zweitstärksten politischen Partei direkt hinter der ebenfalls islamistischen Freiheits- und Gerechtigkeitspartei. Bei der Präsidentschaftswahl 2012 unterstützte die Partei den gemäßigten Islamisten Abdel Moneim Abul Fotuh.

## Politische Orientierung
Die Partei des Lichts ist eine islamistische Partei, die die salafistische Interpretation des Islams einführen will. Sie setzt sich für dieselbe Interpretation des Islams wie in Saudi-Arabien ein; die ägyptische Version solle – wenn überhaupt – nur leicht von dieser abweichen.
Das islamische Recht, die Scharia, soll nach Angaben des Parteiprogramms die Hauptquelle der Gesetzgebung sein. Die Partei sichert den ägyptischen Christen die Freiheit der Religionsausübung zu. Sie sollen die Möglichkeit, ihre persönlichen Angelegenheiten gemäß ihren religiösen Vorschriften zu regeln, erhalten.
Nach den offiziellen Aussagen von al-Nur unterstützt die Partei bedingungsloses militärisches Eingreifen und kritisiert jene, welche das Prestige des Militarismus attackieren. Sie ruft zur Verfolgung von säkular orientierten Protestlern auf und will sicherstellen, dass Proteste in Zukunft nicht mehr vorkommen. Die Partei des Lichts will auch, dass die Wahlen zu den festgesetzten Wahlterminen abgehalten werden. Im Juli 2013 unterstützte sie die Entmachtung des islamistischen Präsidenten Mohammed Mursi durch das Militär, beteiligte sich anschließend jedoch nicht an der durch die  Armeeführung unter as-Sisi eingesetzten Übergangsregierung.

### Haltung zu Israel
Die Partei des Lichts hat bekannt gegeben, dass sie dem Friedensvertrag mit Israel von 1979 als bindender internationaler Vereinbarung verpflichtet ist und gewillt ist, mit Israel zu verhandeln. Diese Einstellung steht im Gegensatz zu derjenigen der Freiheits- und Gerechtigkeitspartei der Muslimbrüder, die Israel in ihrem Wahlprogramm als „zionistische Entität“ beschreibt und diplomatische Kontakte mit Israel ablehnt.
Zur gleichen Zeit bestätigte die Partei des Lichts, dass sie nach Veränderungen der Friedensvereinbarung strebt und die Normalisierung der Beziehungen zu Israel ablehnt.